# Gottlob Michael Wentzel

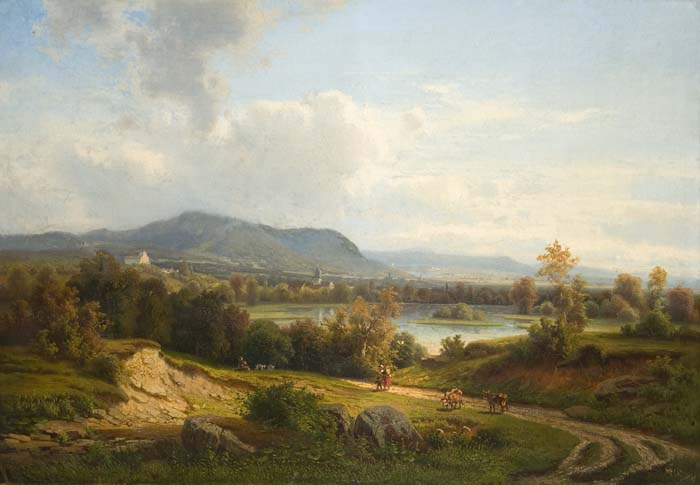
Romantische weite Landschaft

Gottlob Michael Wentzel (* 7. April 1792 in Großschönau; † 4. August 1866 in Dresden) war ein deutscher Stillleben- und Landschaftsmaler.

## Leben

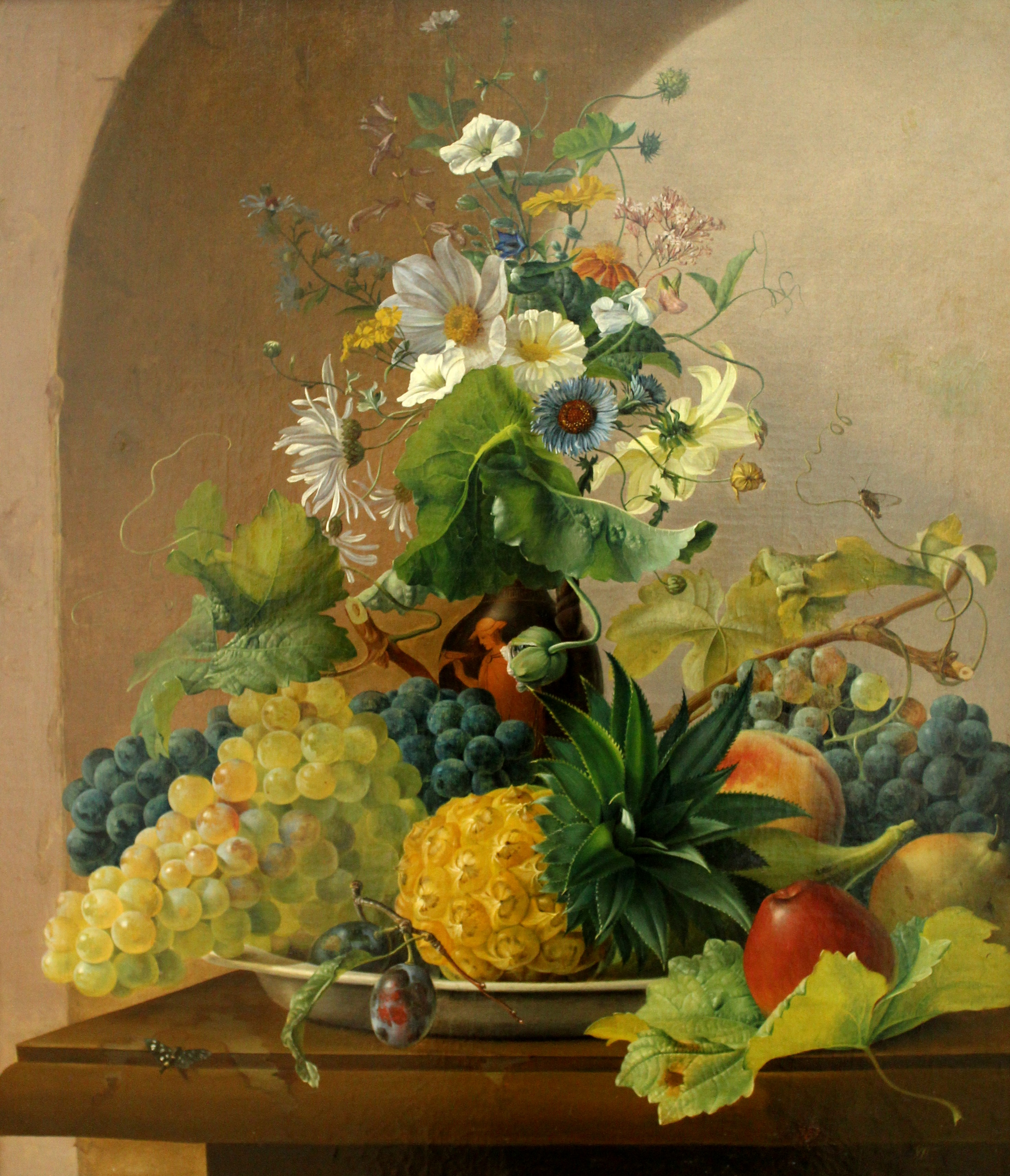
Stillleben

Wentzel war zunächst als Tänzer und Tanzmeister am Leipziger Stadttheater tätig und malte Blumen in Deckfarben, ehe er an der Kunstakademie in Dresden bei Cajetan Toscani und Ferdinand Hartmann studierte. Er setzte sein Studium in Wien 1812 und München 1823 fort. Seit 1825 war er in Leipzig tätig. Den Zeitraum von 1828 bis 1831 verbrachte er in Italien. 1835 wurde er Zeichenlehrer an der Königlichen Baugewerkschule Dresden und an der Technischen Bildungsanstalt zu Dresden, ab 1862 bis 1866 als Professor für Zeichnen und Malen.
Wentzel malte vor allem Landschaften, sowie, Blumen-, Tier- und Früchtebilder.

## Werke
- Motive zu Ornamenten zum Gebrauch für Künstler und Gewerbtreibende. Hirschfeld, Leipzig 1843 (slub-dresden.de).
- Der gewerbliche Künstler. Zöllner, Dresden 1849.